# Lewis Urry
Lewis Urry, né le 12 mars 1929 à Pontypool, en Ontario (Canada) et mort le 19 octobre 2004, dans l'Ohio (États-Unis), était un ingénieur électrochimiste et inventeur canadien. 
Il a inventé la pile alcaline Zinc/Manganèse, avec Karl Kordesch et Paul A. Marsal.

## Biographie
Après des études de génie chimique à l’université de Toronto, et l’obtention de son diplôme en 1950, Urry commença sa carrière dans la société Eveready (devenue Energizer en 1980). En 1955, il partit au laboratoire de la société à Parma, dans l’Ohio, pour chercher une manière de prolonger la vie des piles zinc-carbone, dont la durée limitée était un sérieux inconvénient. Urry se rendit compte que le développement d’un nouveau type de pile serait plus économique que de chercher à prolonger les piles existantes.
Pendant les années 1950, beaucoup d’ingénieurs avaient expérimenté les piles alcalines. Ainsi, W.S. Herbert avait introduit la première pile alcaline commerciale à base de dioxyde de manganèse en 1952. Mais aucun n’avait pu en développer une qui dure suffisamment pour amortir les coûts de production.
Urry, après beaucoup d’essais, se rendit compte que le couple zinc / dioxyde de manganèse fonctionnait bien avec un électrolyte composé de potasse (hydroxyde de potassium) et que la pile avait une bien meilleure capacité lorsqu'on utilisait de la poudre de zinc, au lieu de zinc métallique.
On raconte que, pour vendre l’idée à ses chefs, il plaça la pile dans une voiture jouet, et la fit rouler dans la cantine, en compétition avec la même voiture équipée de piles salines. Il démontra ainsi que sa nouvelle pile durait plus longtemps. 
En 1957, Lewis Urry, Karl Kordesch et Paul A. Marsal déposèrent le brevet américain immatriculé 2,960,558 pour la pile alcaline sèche, qui devint la pile Eveready modèle D. Ce brevet fut reconnu en 1960 et attribué à Union Carbide, pour laquelle travaillait Karl Kordesch.
Eveready commença la production de ces piles en 1959 [2]. Les piles alcalines d’aujourd’hui ont été considérablement perfectionnées, et durent des dizaines de fois plus longtemps que le prototype. 
En 1999, Urry offrit le prototype de sa pile, ainsi que la première pile produite en série, à la Smithsonian Institution. Les deux se trouvent exposées dans la même salle que la lampe à incandescence d'Edison.